# Colonia di Roanoke

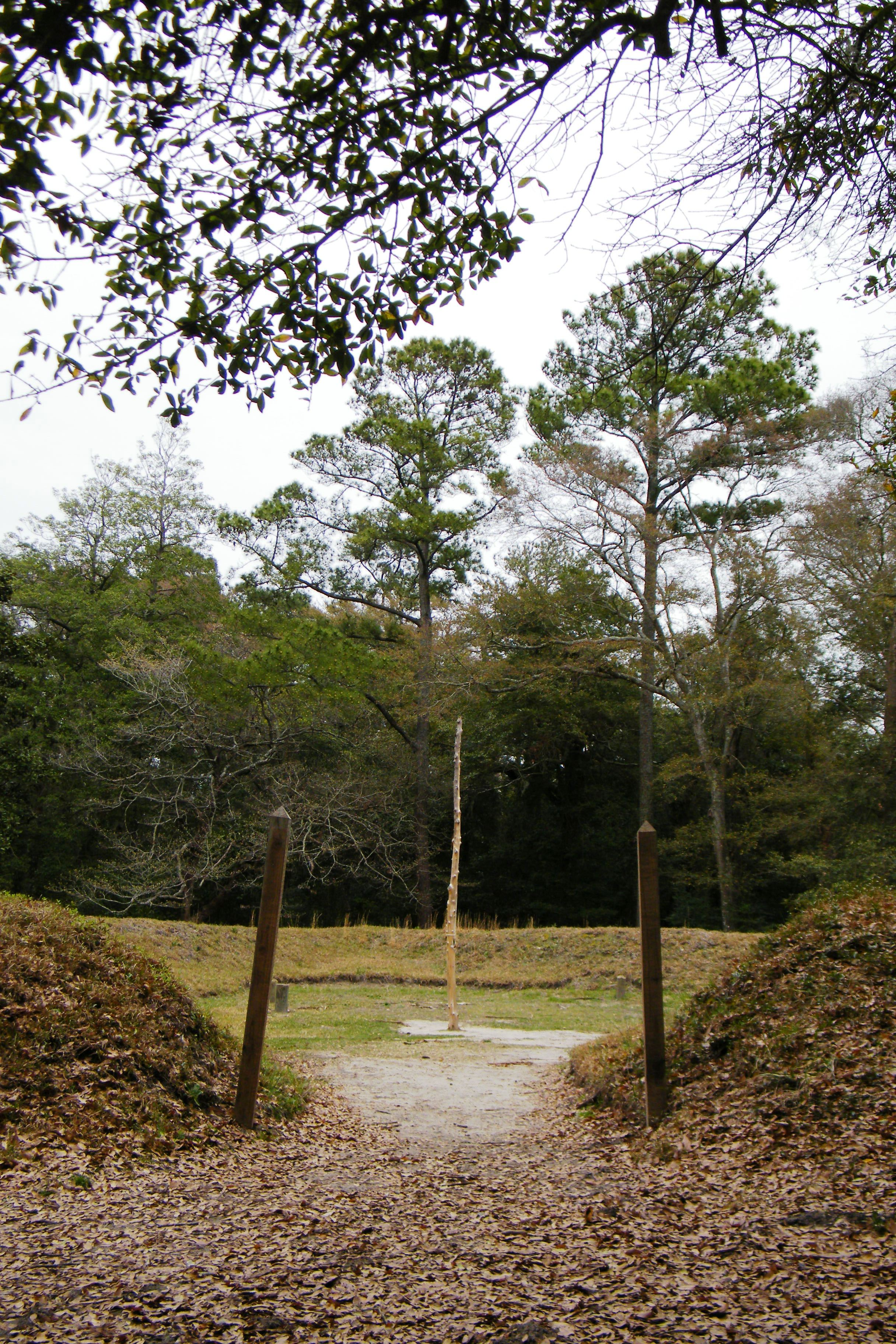
Fortificazioni del sito storico nazionale ricostruito di Fort Raleigh

La colonia di Roanoke fu il secondo insediamento inglese in America del Nord, dopo quello di San Giovanni di Terranova, fondato nel 1583, e il terzo insediamento europeo. È nota soprattutto per una misteriosa sparizione di massa che coinvolse la totalità degli abitanti.

## Storia
L'impresa fu finanziata e organizzata da Walter Raleigh, al quale la regina Elisabetta I d'Inghilterra aveva affidato la colonizzazione della Virginia, il cui territorio allora comprendeva anche l'isola di Roanoke, che in seguito divenne parte della Carolina del Nord. Raleigh tentò due volte la colonizzazione dell'isola: nel 1585 e nel 1587.

### Il primo tentativo di colonizzazione
Il primo tentativo fu affidato a Ralph Lane e Richard Grenville e comprendeva 150 coloni su cinque navi, che partirono da Plymouth il 9 aprile 1585. Un fortunale al largo delle coste portoghesi costrinse l'ammiraglia Tiger a separarsi dalla flotta. Questo fu solo il primo di una serie di problemi, fra incidenti di percorso (il 26 giugno la Tiger si incagliò in una secca, rovinando parte delle provviste) e tensioni crescenti con i nativi, culminate nella distruzione del villaggio di Aquascogoc, i cui abitanti furono accusati di aver rubato una coppa d'argento.
A causa della scarsità di cibo, Grenville decise di affidare a Lane la costituzione di una colonia sulla costa settentrionale dell'isola: 108 persone sbarcarono sull'isola il 17 agosto 1585 e Grenville salpò per recuperare nuove provviste e nuovi coloni, promettendo di tornare per l'aprile dell'anno successivo. Il termine passò senza che Grenville facesse ritorno. Infine nel giugno 1586 un attacco dei nativi, dovuto alla distruzione di Aquascogoc, fu respinto dai coloni, che decisero tuttavia di accettare l'invito di Sir Francis Drake di tornare in patria.
Grenville, che fece ritorno molto dopo la partenza del primo gruppo di coloni, decise così di lasciare un piccolo gruppo di uomini a difesa del forte e di fare ritorno anch'egli in patria per poter organizzare una nuova spedizione.

### Il secondo tentativo di colonizzazione

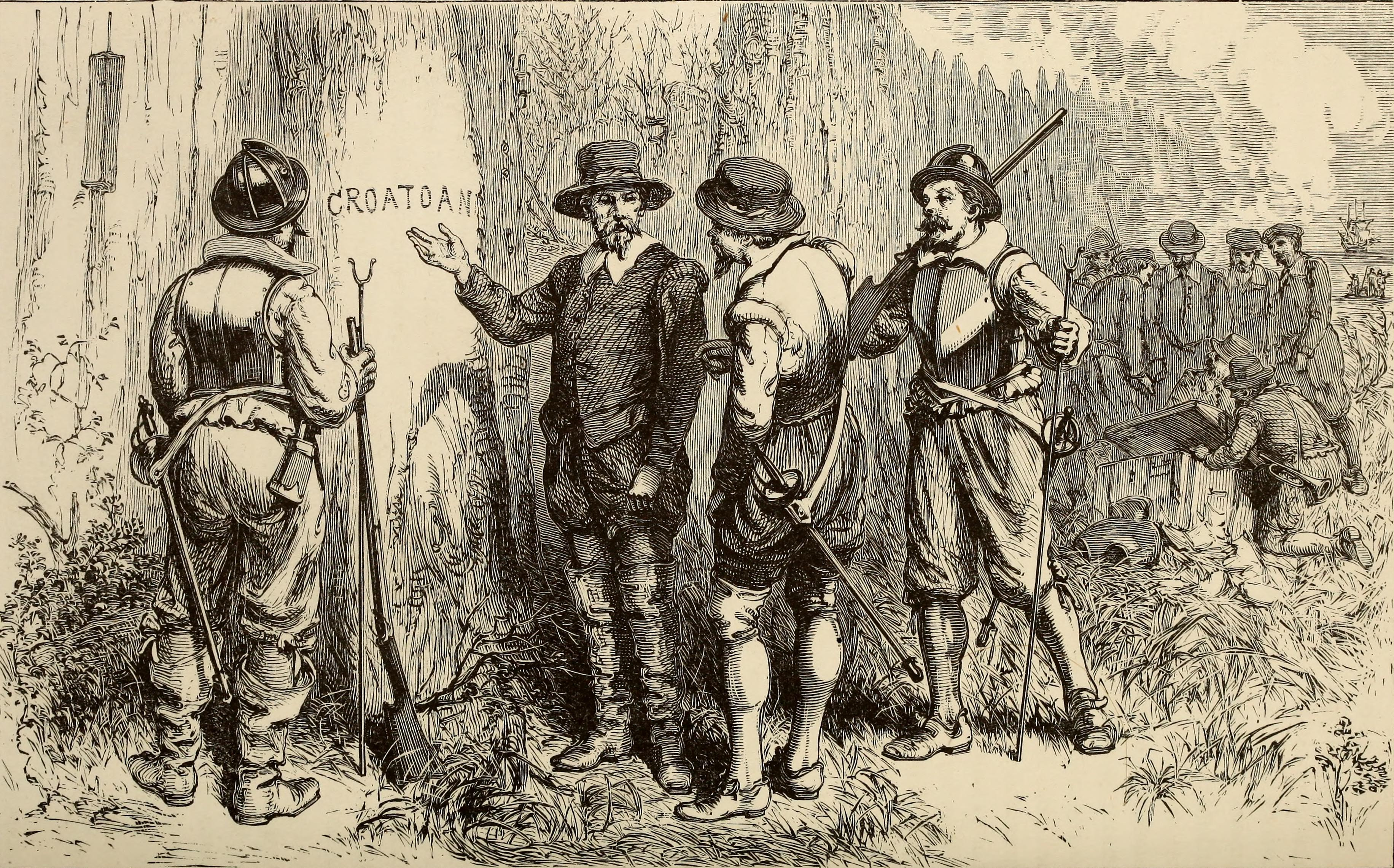
La scoperta della colonia abbandonata nel 1590

Nel 1587 un gruppo di 115 coloni ricevette il compito di stabilire una colonia nella baia di Chesapeake sotto la guida dell'artista John White, amico di Raleigh e componente della prima spedizione a Roanoke. White fu poi nominato governatore e Raleigh nominò 12 assistenti, che furono poi incaricati di controllare le sorti dei coloni su Roanoke.
Il gruppo arrivò il 22 luglio 1587, ma trovò soltanto i resti di una guarnigione inglese. Pur non riuscendo a individuare alcun colono, il comandante della flotta Simon Fernandez, per motivi non del tutto chiariti, ordinò alla spedizione di sbarcare e di stabilire una nuova colonia sull'isola. White ristabilì i rapporti con alcune delle tribù locali, a eccezione di quelle contro cui avevano combattuto nella prima spedizione.
Poco dopo la creazione del secondo insediamento, il colono George Howe fu ucciso da un nativo mentre pescava granchi nel canale di Albemarle. Temendo per la propria vita, i coloni convinsero il governatore White a tornare in Inghilterra per descrivere la situazione disperata della colonia e chiedere ulteriori aiuti. Al momento della partenza rimasero 115 coloni a Roanoke, compresa la neonata Virginia Dare, nipote di White, la prima inglese nata nelle Americhe.
Il viaggio di ritorno fu più volte rimandato, prima dall'arrivo dell'inverno e poi a causa dell'Invincibile Armata spagnola. White fu in grado di partire soltanto nella primavera del 1588; la spedizione fallì quando i capitani delle due navi tentarono l'arrembaggio di alcune navi spagnole, finendo essi stessi catturati e privati delle merci. A causa della guerra in corso contro la Spagna, White non fu in grado di assicurarsi un secondo tentativo fino al 1590, quando ottenne un passaggio da una nave che effettuava azioni di pirateria contro gli spagnoli.
Ritornato assieme ai rinforzi e ai rifornimenti nell'agosto del 1590, White non trovò alcuna traccia dei coloni né prove di un combattimento. L'intera colonia risultò smantellata: quindi l'abbandono dell'isola era stato effettuato con calma e senza fretta, ma non c'era traccia della croce di Malta, il segnale convenuto in caso di problemi. L'unica traccia lasciata fu la parola "CROATOAN" incisa su un palo di una recinzione. White interpretò il segnale come l'indicazione dei coloni di essersi spostati sull'isola di Croatoan, diventata in seguito Hatteras, ma non fu in grado di verificare se la sua ipotesi fosse corretta: un forte temporale stava per scoppiare e i suoi uomini si rifiutarono di proseguire.
Non si sa quale sia stato il destino dei coloni di Roanoke, ma si presume che si siano integrati con le popolazioni indigene. Per questo spesso Roanoke è detta la "colonia perduta" e il suo sito è la principale attrazione turistica dell'isola, insieme al North Carolina Aquarium.

## Riferimenti nella cultura di massa
- Roanoke è il titolo della sesta stagione della serie horror antologica American Horror Story, di Ryan Murphy.
- Nel numero 177 di Dampyr, della Bonelli editore, Roanoke viene citata dal professor Zardek.
- Diversi sono i riferimenti alla colonia nelle opere dello scrittore statunitense Stephen King. Nel romanzo It viene citata come unico altro esempio, oltre all'inventata città di Derry dove si svolge il romanzo, di colonia dove la popolazione è scomparsa "misteriosamente".
- In La tempesta del secolo, la misteriosa scomparsa della totalità degli abitanti viene attribuita al suo rifiuto di attenersi alla richiesta di un essere soprannaturale che ricompare nell'anno 1989 sull'isola di Little Tall's durante la tempesta del secolo. Al termine di una serie di drammatici eventi, gli abitanti decideranno di donare un bambino come figlio al misterioso Linoge che, appagata questa richiesta, lascerà l'isola lasciando indenni gli abitanti. Nel caso di Roanoke invece gli abitanti, che rifiutarono presumibilmente di donare un figlio all'essere soprannaturale, furono fatti suicidare gettandosi nell'oceano.
- Viene associata alla vicenda della Mary Celeste nel racconto I langolieri, nella serie di racconti Quattro dopo mezzanotte.
- La storia sulla colonia di Roanoke viene citata da Lydia nella prima puntata della sesta stagione di Teen Wolf.
- Nella serie tv Supernatural, Croatoan è il nome di un virus demoniaco spesso ricorrente: dapprima, nella seconda stagione, i protagonisti Sam e Dean finiscono in un paese contaminato dalla malattia, che scatena aggressività incontrollata negli infetti; quindi, nella quinta stagione, i protagonisti affrontano a più riprese scenari apocalittici caratterizzati da una pandemia di Croatoan.
- Nella miniserie Marvel 1602 dell'inglese Neil Gaiman, ambientata proprio nell'anno del titolo, la colonia viene citata in quanto patria della prima nata oltreoceano in una colonia britannica e perché luogo "d'atterraggio" di Capitan America, proveniente dal presente. In Weapon X, un'altra serie Marvel, Wolverine, Agent Zero e Fantomex si ritrovano in una località sperduta dove un tempo sorgeva una cittadina chiamata Roanoke, eliminata dalle mappe dopo che Wolverine ne massacrò gli abitanti sotto il controllo dell'originale programma Arma X.
- Viene citata la storia della colonia misteriosamente scomparsa anche nel film Nella mente del serial killer del 2004, diretto di Renny Harlin.
- Il secondo episodio della serie tv The Outsider è costruito ricalcando le storiche vicende di Roanoke.
- La storia della "colonia scomparsa", che lascia come unica traccia il simbolo "Croatoan", viene citata nel film Vanishing on 7th Street del 2011 da Paul, uno dei protagonisti, ed è filo conduttore del film.
- Nel romanzo L'ultima colonia, terzo libro della serie Old Man's War di John Scalzi, Roanoke è il nome della colonia che si deve installare sul pianeta Roanoke e che risulta scomparsa poiché insediata su un altro pianeta.
- Nel romanzo Fantasmi di Dean Koontz, la scomparsa misteriosa della colonia di Roanoke viene menzionata insieme ad altre sparizioni misteriose di civiltà e/o villaggi, come intreccio per la trama del romanzo (la sparizione/morte misteriosa degli abitanti di un'intera città).
- Il termine "Croatoan" è usato nel romanzo Città oscura di Alan D. Altieri, dove indica il fenomeno delle fogne di Los Angeles infestate da coccodrilli albini, cui deve provvedere il Dipartimento di Polizia locale per il loro contenimento.
- Sempre nel film L'impero delle Ombre (del 2011), il termine "Croatoan" viene ripetuto ed appare scritto più di una volta per indicare, appunto, la sparizione della popolazione dell'omonima colonia.
- Nella prima stagione all'episodio quinto della serie tv Sleepy Hollow, Ichabod e Abbie si trovano a svelare il mistero della colonia perduta per riportare a casa un bambino sconosciuto ed evitare il diffondersi di una epidemia scoppiata a causa di Pestilenza (uno dei quattro cavalieri dell'Apocalisse)[1].
- "Roanoke Ridge", una regione del gioco Red Dead Redemption II, prende in prestito il nome da questa colonia.